# Piniphantes
Piniphantes Saaristo & Tanasevič, 1996 è un genere di ragni appartenente alla famiglia Linyphiidae.

## Distribuzione
Le otto specie oggi note di questo genere sono state reperite nella regione paleartica: la specie dall'areale più vasto è la P. pinicola, rinvenuta in svariate località dell'intera regione.

## Tassonomia
Per la determinazione delle caratteristiche della specie tipo sono tenute in considerazione le analisi sugli esemplari di Lepthyphantes pinicola Simon, 1884.
Dal 2004 non sono stati esaminati esemplari di questo genere.
A dicembre 2012, si compone di otto specie:
- Piniphantes cinereus (Tanasevič, 1986) — Kirghizistan
- Piniphantes cirratus (Thaler, 1986) — Corsica
- Piniphantes himalayensis (Tanasevič, 1987) — Nepal
- Piniphantes macer (Tanasevič, 1986) — Kirghizistan
- Piniphantes pinicola (Simon, 1884)[3] — Regione paleartica
- Piniphantes plumatus (Tanasevič, 1986) — Kirghizistan
- Piniphantes uzbekistanicus (Tanasevič, 1983) — Uzbekistan, Kirghizistan
- Piniphantes zonsteini (Tanasevič, 1989) — Uzbekistan, Kirghizistan

### Sinonimi
- Piniphantes pinicola valesiacus (Schenkel, 1925); trasferita dal genere Lepthyphantes Menge, 1866 e posta in sinonimia con P. pinicola (Simon, 1884) a seguito di un lavoro di Thaler (1986d)[1].
- Piniphantes tauricola (Strand, 1910); trasferita dal genere Lepthyphantes Menge, 1866 e posta in sinonimia con P. pinicola (Simon, 1884) a seguito di un lavoro degli aracnologi Tanasevič & Eskov del 1987[1].